# Lennard Kämna
Lennard Kämna, född 9 september 1996 i Wedel, är en tysk professionell tävlingscyklist som tävlar för Bora–Hansgrohe. Han har tidigare tävlat för Team Stölting och Team Sunweb.
Kämna har blivit utsedd till årets juniorcyklist 2014 samt årets cyklist i Tyskland 2020.

## Karriär

### Junior
Kämna växte upp i Fischerhude i distriktet Landkreis Verden och började tävlingscykla som 11-åring. Han tävlade då för klubben RRG Bremen. Som 14-åring flyttade Kämna till Cottbus och började studera vid Lausitzer Sportschule Cottbus.
2014 blev Kämna europeisk juniormästare efter att ha vunnit tempoloppet vid EM i Nyon. Samma vecka blev han även tysk juniormästare i tempolopp. Under året vann Kämna också tempoloppet vid junior-VM i Ponferrada.

### Team Stölting
Hösten 2014 meddelades det att Kämna skulle byta till stallet Team Stölting inför kommande år. Under 2015 blev han tysk U23-mästare i tempoloppet samt vann U23-klassen vid tyska bergsmästerskapen. Kämna slutade som vinnare av totaltävlingen i U23-Rad-Bundesliga. Under året tog han även brons i tempoloppet vid U23-VM i Richmond efter att ha slutat bakom danska Mads Würtz Schmidt och landsmannen Maximilian Schachmann.
I september 2016 tog Kämna guld i tempoloppet vid U23-EM i Plumelec.

### Team Sunweb
Inför säsongen 2017 bytte Kämna till Team Sunweb och blev då den yngsta tyska cyklisten i UCI World Tour vid en ålder på 20 år. Han startade i sitt första Grand Tour-lopp vid Vuelta a España 2017. Kämna slutade då på åttonde plats i den 16:e etappen, men fick sedan avbryta tävlingen med knäproblem. Några veckor senare var han en del av Sunwebs lag som tog guld i lagtempoloppet vid VM i Bergen. Kämna tog även ett silver i linjeloppet i U23-klassen efter en tvåmannaspurt där han slutade bakom fransmannen Benoît Cosnefroy.
Säsongen 2018 kunde Kämna inte bygga vidare på sina framgångar under föregående år på grund av sjukdomar. Efter att inte tävlat sedan i mars vid Milano–Sanremo meddelade Team Sunweb i juni att Kämna skulle ta en paus från tävlandet. Kämna återvände till tävlandet i augusti vid Danmark runt, där han slutade på totalt 17:e plats. Vid U23-VM i Innsbruck samma år slutade Kämna på 14:e plats i tempoloppet.
2019 tävlade Kämna för första gången i Tour de France och slutade på 40:e plats i totaltävlingen. Hans bästa placeringar i tävlingen var en sjätte plats på den 15:e etappen och en fjärde plats på den 18:e etappen.

### Bora–Hansgrohe
Inför säsongen 2020 bytte Kämna stall till Bora–Hansgrohe. I augusti samma år vann han en etapp vid Critérium du Dauphiné och slutade på totalt åttonde plats. Vid Tour de France 2020 slutade han tvåa i den 13:e etappen efter att förlorat slutspurten mot colombianska Daniel Martínez. Han revanscherade sig sedan genom att vinna den 16:e etappen i tävlingen. Kämna avslutade touren med 33:e plats totalt och en femteplats i ungdomstävlingen.
I slutet av maj 2021 tog Kämna ett tävlingsuppehåll i flera månader på grund av psykisk ohälsa. Han återvände i oktober samma år och berättade då att han använt pausen till att utveckla nya intressen vid sidan av cyklingen samt till att umgås mer med sina vänner och familj. Kämna gjorde samma månad comeback vid mountainbikeloppet Cape Epic i Sydafrika och slutade då på 21:a plats tillsammans med Ben Zwiehoff.
Våren 2022 vann Kämna en etapp vid Vuelta a Andalucía och en etapp vid Tour of the Alps. Vid Giro d’Italia 2022 vann han den fjärde etappen efter att ha besegrat spanska Juan Pedro López i en tvåmannaspurt och erövrade då bergströjan som tidigare hade burits av Rick Zabel.

## Meriter
2014
1:a  Junior-VM, Tempolopp
1:a  Junior-EM, Tempolopp
1:a  Tyska juniormästerskapen, Tempolopp
3:a totalt, Trofeo Karlsberg
1:a, etapp 2b
2015
1:a  Tyska U23-mästerskapen, Tempolopp
1:a, etapp 4, Giro della Valle d'Aosta
U23-VM
3:a  Tempolopp
10:a, Linjelopp
6:a totalt, Course de la Paix U23
9:a, Giro del Belvedere
2016
1:a  U23-EM, Tempolopp
4:a, U23-VM, Tempolopp
6:a totalt, Circuit des Ardennes
1:a  Ungdomstävlingen
2017
Världsmästerskapen
1:a  Lagtempolopp
2:a  Linjelopp, U23
5:a totalt, Tour des Fjords
2020
1:a, etapp 16, Tour de France
3:a totalt, Vuelta a Murcia
4:a, Vuelta a Mallorca
7:a totalt, Volta ao Algarve
8:a totalt, Critérium du Dauphiné
1:a, etapp 4
2021
1:a, etapp 5, Katalonien runt
2022
Giro d’Italia
1:a, etapp 4
Ledde bergstävlingen  efter etapp 4–6
1:a, etapp 3, Tour of the Alps
1:a, etapp 5, Vuelta a Andalucía
4:a, Faun-Ardèche Classic
4:a, Clásica Jaén

### Grand Tour-resultat
| Grand Tour      | 2017 | 2018 | 2019 | 2020 | 2021 | 2022 |
| --------------- | ---- | ---- | ---- | ---- | ---- | ---- |
| Giro d’Italia   | —    | —    | —    | —    | —    | 19   |
| Tour de France  | —    | —    | 40:e | 33:e | —    | —    |
| Vuelta a España | DNF  | —    | —    | —    | —    | —    |

| —   | Deltog inte     |
| DNF | Fullföljde inte |

### Utmärkelser
- Årets juniorcyklist i Tyskland: 2014[27]
- Årets cyklist i Tyskland: 2020[28]